# Volcafe
Die Volcafe-Gruppe mit Sitz in Winterthur ist ein international tätiger Schweizer Kaffeehandels- und -produktionskonzern. Der Jahresumsatz wird auf 720'000 Tonnen geschätzt.

## Geschichte
Die heutige Volcafe Holding Ltd. geht auf das Unternehmen Gebrüder Volkart zurück, das die beiden Brüder Johann Georg (1825–1861) und Salomon Volkart 1851 in Winterthur und Bombay gründeten und das nebst Kaffee auch Kakao, Baumwolle und Industriegüter handelte. Ab 1912 befand sich das Unternehmen im Besitz der Familie Reinhart, dessen bekanntester Vertreter der Kunstsammler Oskar Reinhart war.
1989 erwarb die Winterthurer Erb-Gruppe das Kaffeegeschäft der zu diesem Zeitpunkt von Andreas Reinhart geleiteten Volkart-Gruppe und benannte es in Volcafe um. Das Unternehmen wuchs bis 2003 zum zweitgrössten Kaffeehändler der Welt an. Nach dem Zusammenbruch der Erb-Gruppe wurde Volcafe 2004 von der englischen E D & F Man Holdings Limited übernommen.

## Kritik
Im April 2004 kritisierte die Erklärung von Bern (EvB) das Unternehmen wegen seiner Offshore-Struktur. Volcafe wickelte Warentermingeschäfte über die in Jersey ansässige Tochtergesellschaft Cofina ab, wodurch etwaige Gewinne aus diesen Transaktionen nicht versteuert werden mussten. Die Erklärung von Bern konnte jedoch ihren Vorwurf, dass durch die Offshore-Struktur in erster Linie die Kaffee-Produzentenländer geschädigt wurden, anhand der publik gewordenen Zahlen und Unterlagen nicht belegen und erhebt diesen Vorwurf deshalb nicht weiter. Als Konsequenz daraus löste Volcafe ihre Tochtergesellschaft Cofina im August 2004 auf und wickelt seither sämtliche Geschäfte über die Volcafe International Ltd. in Winterthur ab.